# Le Mesnil-Esnard
Pour les articles homonymes, voir Esnard.
Le Mesnil-Esnard [lə menil enaʁ] est une commune française située dans le département de la Seine-Maritime en région Normandie.

## Géographie

### Localisation
Le Mesnil-Esnard fait partie de la Métropole Rouen Normandie et fait également partie du plateau - est de Rouen. Le Mesnil-Esnard est située entre Bonsecours et Franqueville-Saint-Pierre.

### Hydrographie
La commune est située dans le bassin Seine-Normandie. Elle n'est drainée par aucun cours d'eau,.

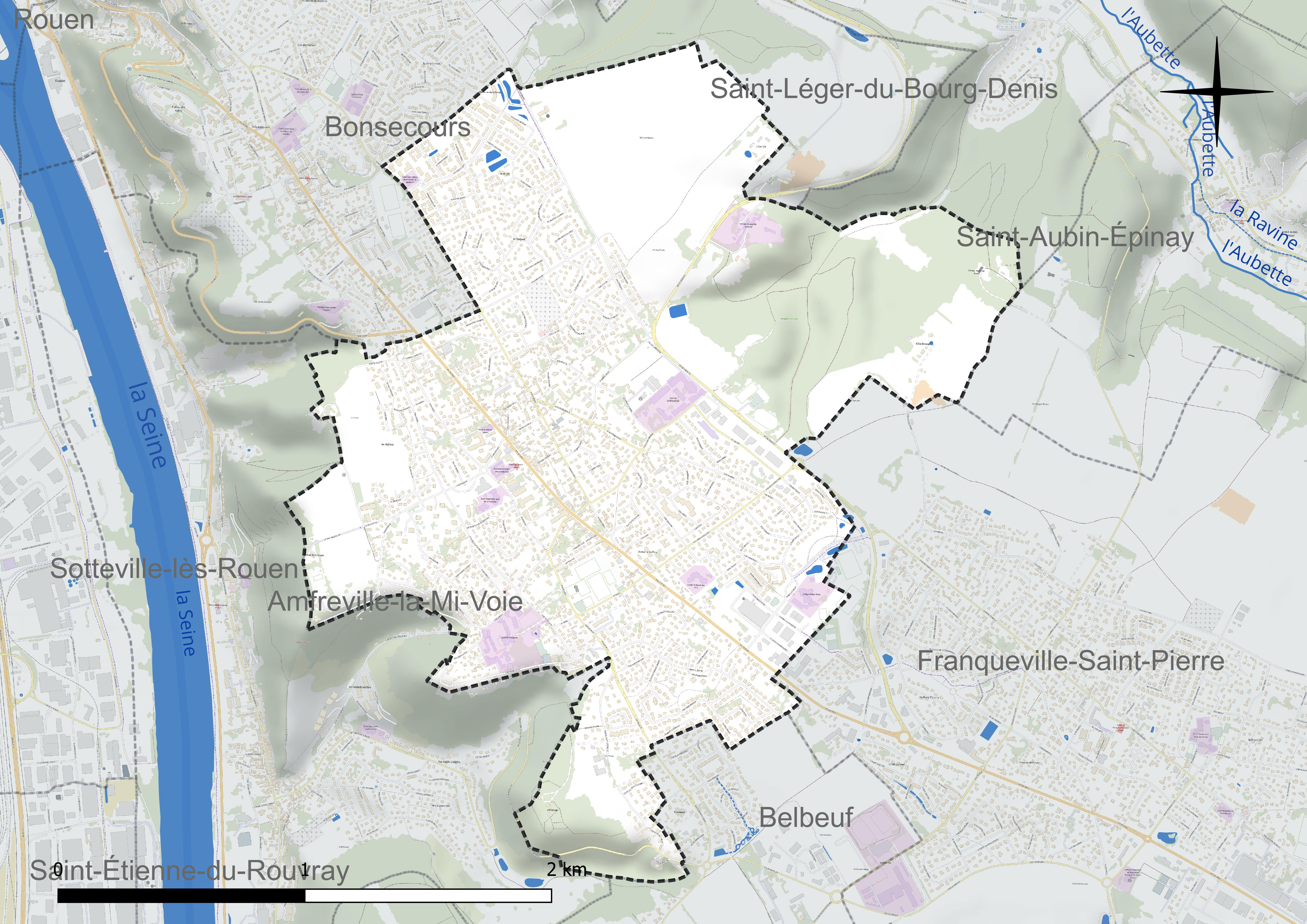
Réseau hydrographique du Mesnil-Esnard.

### Climat
Pour des articles plus généraux, voir Climat de la Normandie et Climat de la Seine-Maritime.
En 2010, le climat de la commune est de type climat océanique altéré, selon une étude du CNRS s'appuyant sur une série de données couvrant la période 1971-2000. En 2020, Météo-France publie une typologie des climats de la France métropolitaine dans laquelle la commune est exposée à un climat océanique et est dans la région climatique Côtes de la Manche orientale, caractérisée par un faible ensoleillement (1 550 h/an) ; forte humidité de l’air (plus de 20 h/jour avec humidité relative > 80 % en hiver), vents forts fréquents. Parallèlement le GIEC normand, un groupe régional d’experts sur le climat, différencie quant à lui, dans une étude de 2020, trois grands types de climats pour la région Normandie, nuancés à une échelle plus fine par les facteurs géographiques locaux. La commune est, selon ce zonage, exposée à un « climat contrasté des collines », correspondant au Pays d’Auge, Lieuvin et Roumois, moins directement soumis aux flux océaniques et connaissant toutefois des précipitations assez marquées en raison des reliefs collinaires qui favorisent leur formation.
Pour la période 1971-2000, la température annuelle moyenne est de 10,4 °C, avec une amplitude thermique annuelle de 13,8 °C. Le cumul annuel moyen de précipitations est de 854 mm, avec 13,1 jours de précipitations en janvier et 9 jours en juillet. Pour la période 1991-2020, la température moyenne annuelle observée sur la station météorologique la plus proche, située sur la commune de Boos à 5 km à vol d'oiseau, est de 10,9 °C et le cumul annuel moyen de précipitations est de 847,5 mm,. Pour l'avenir, les paramètres climatiques de la commune estimés pour 2050 selon différents scénarios d'émission de gaz à effet de serre sont consultables sur un site dédié publié par Météo-France en novembre 2022.

## Urbanisme

### Typologie
Au 1er janvier 2024, Le Mesnil-Esnard est catégorisée grand centre urbain, selon la nouvelle grille communale de densité à sept niveaux définie par l'Insee en 2022.
Elle appartient à l'unité urbaine de Rouen, une agglomération inter-départementale regroupant 50  communes, dont elle est une commune de la banlieue,,. Par ailleurs la commune fait partie de l'aire d'attraction de Rouen, dont elle est une commune du pôle principal,. Cette aire, qui regroupe 317 communes, est catégorisée dans les aires de 200 000 à moins de 700 000 habitants,.

### Occupation des sols
L'occupation des sols de la commune, telle qu'elle ressort de la base de données européenne d’occupation biophysique des sols Corine Land Cover (CLC), est marquée par l'importance des territoires artificialisés (59,3 % en 2018), en augmentation par rapport à 1990 (52 %). La répartition détaillée en 2018 est la suivante : 
zones urbanisées (59,3 %), terres arables (17,4 %), forêts (17,1 %), zones agricoles hétérogènes (4,7 %), prairies (1,5 %). L'évolution de l’occupation des sols de la commune et de ses infrastructures peut être observée sur les différentes représentations cartographiques du territoire : la carte de Cassini (XVIIIe siècle), la carte d'état-major (1820-1866) et les cartes ou photos aériennes de l'IGN pour la période actuelle (1950 à aujourd'hui).

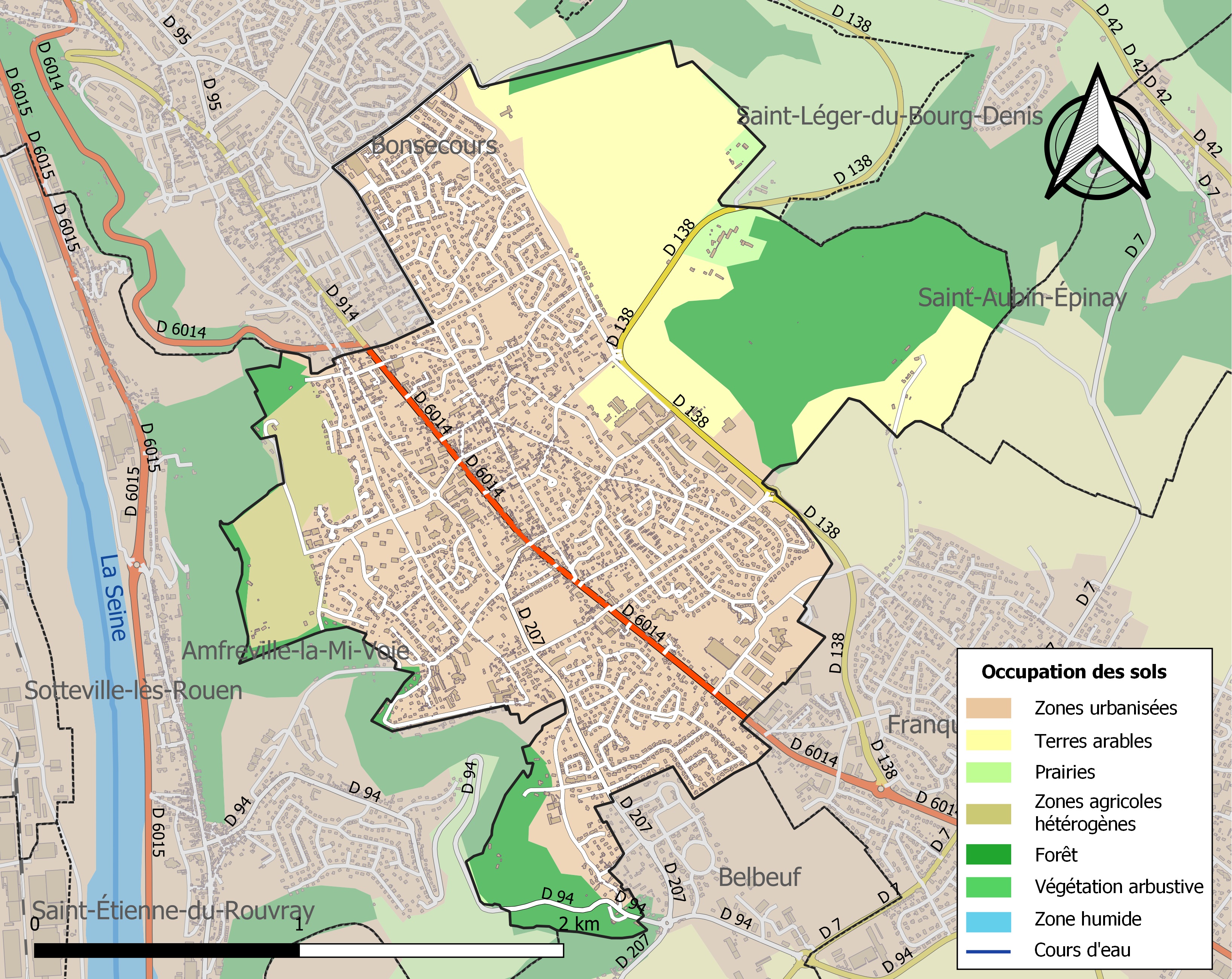
Carte des infrastructures et de l'occupation des sols de la commune en 2018 (CLC).

### Voies de communication et transports
La commune se trouve le long de la route nationale 14.
Le Mesnil-Esnard ne possède pas de gare ferroviaire. La plus proche est la gare de Rouen-Rive-Droite.
Les lignes de bus 13 et F5 du réseau Astuce permettent de rejoindre le centre-ville de Rouen en un quart d'heure à raison en moyenne d'un passage toutes les 25 minutes pour la ligne 13 et toutes les 12 minutes pour la ligne F5.

## Toponymie
Le nom de la localité est mentionné sous les formes Einardi Mansionali vers 1055 ; Maisnilio Enardi en 1205; Meinilium Ernardi vers 1240 ; Mesnillum Enardi en 1337 ; Mesnil-Enarti en 1319 ; [Commune pâture du] Mesnil-Esnard en 1406 ; [Fieu et sgrie du] Mesnil-Enart en 1419 ; Mesnil-Enarti en 1431 ; [Fief du] Mesnil-Esnard en 1456 ; [plein fief du] Mesnil Enard en 1560 ; Mesnil Enard en 1715 ; Menil Esnard en 1757 ; Menil Esnard en 1952.
Il s'agit d'une formation toponymique médiévale caractéristique du nord de la France, notamment de Normandie, en Mesnil-, appellatif toponymique issu de l'ancien français maisnil « domaine rural », nom commun tombé en désuétude et qui se poursuit dans l'appellatif Mesnil.
Le second élément -Esnard représente le nom de personne germanique Eginhard / Einhard.
À noter que le nom utilisé traditionnellement par la population est Mesnil-Esnard sans l'article défini masculin le, bien que l'on note un usage [?] sporadique de l'article du (contraction de de le) dans certaines formes anciennes au XVe siècle et XVIe siècle. L'article Le a été (ré)introduit de manière tardive dans les documents officiels.

## Histoire

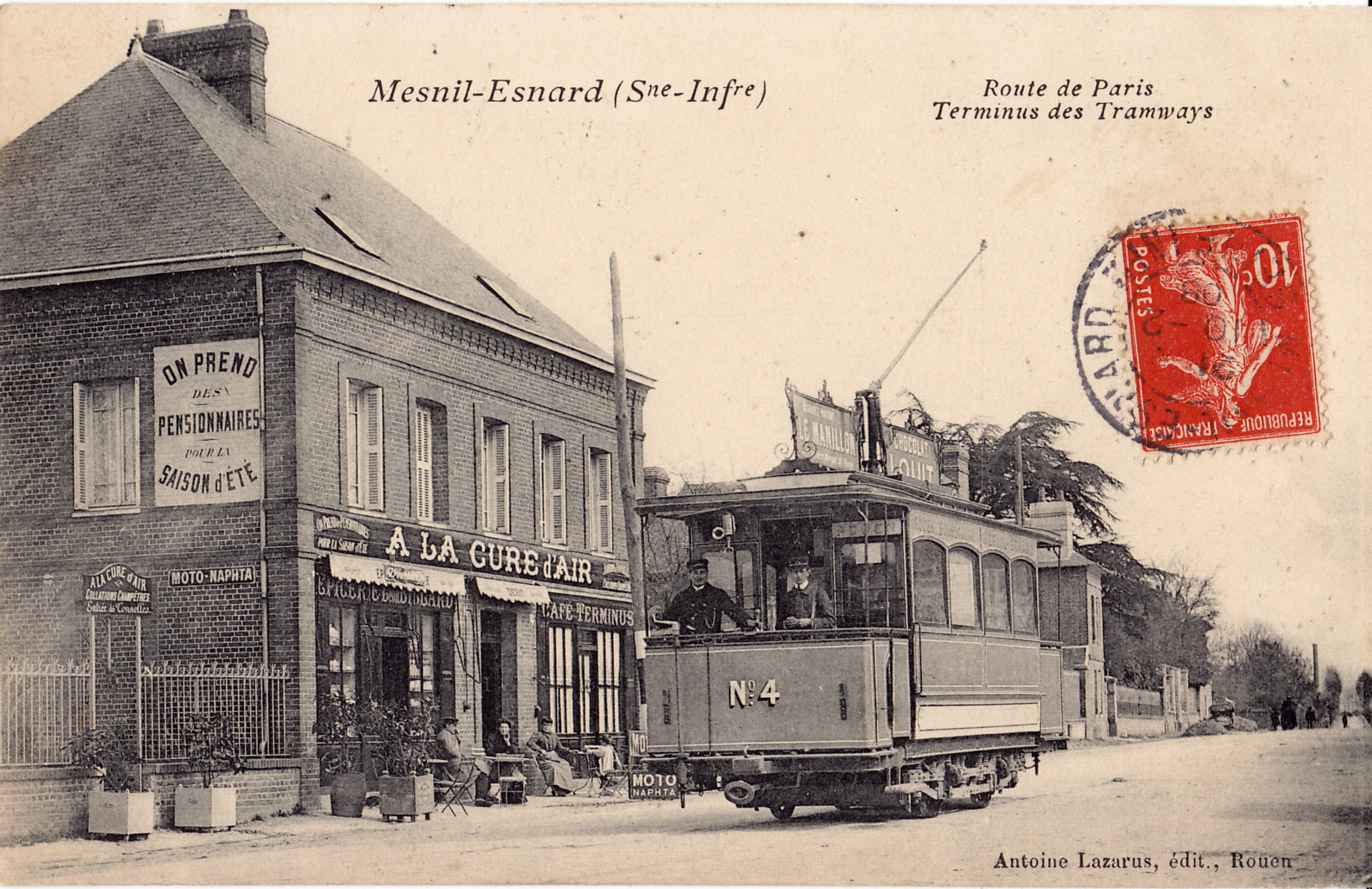
Terminus de tramway, route de Paris en 1905.

Avant le Xe siècle, un pèlerinage à saint Léonard, établi dans la chapelle primitive, est très fréquenté. Dès le XIe siècle, le village dépend de l'abbaye de Sainte-Catherine. Deux siècles plus tard, la paroisse, qui compte 300 habitants, est desservie par les moines de cette abbaye.
En 1513, le seigneur est Louis du Bosc, contrôleur du grenier à sel de Rouen. Il a alors 29 ans et il est l'époux d'Isabeau de La Perreuse, fille d'un défunt conseiller au Parlement. (Dom Le Noir dépouillé par Bertrand Pâris). Les troupes suisses qui accompagnèrent Henri IV au siège de Rouen en novembre 1591 se logèrent au Mesnil-Esnard et un régiment de lansquenets occupa Neuvillette.
En 1719, existe une école de garçons déjà ancienne où l'enseignement est dispensé par le clergé. En 1767, on donne 3 750 livres de rente au couvent d'Ernemont pour l'entretien d'une religieuse qui doit dispenser gratuitement l'enseignement aux jeunes filles du Mesnil-Esnard et de Bonsecours.
La commune fut desservie de 1899 à 1953 par la ligne de Bonsecours de l'ancien tramway de Rouen.

## Politique et administration

### Intercommunalité
Le Mesnil-Esnard faisait partie de la communauté d'agglomération Rouen-Elbeuf-Austreberthe qui comptait 71 communes et 494 382 habitants (en 2006). Elle fait actuellement partie de la Métropole Rouen Normandie.

### Tendances politiques et résultats
Lors du second tour des élections municipales de 2014 dans la Seine-Maritime, l'équipe menée par le maire-adjoint sortant Jean-Marc Vennin a remporté la quadrangulaire, avec 34,56 % des suffrages exprimés, suivie par les listes menée respectivement par Fabrice Louvet, avec 26,10 % ; Brigitte Morelli — à la tête d’une liste fusionnée avec Romain Feret, où figurait le maire sortant Norbert Thory —  avec 20,83 % des voix et celle de Sonia Bethencourt avec 18,49 %. L'abstention s'est élevée à 61,29 %

### Liste des maires
| Période                                  | Période                    | Identité                              | Étiquette   | Qualité                                                                                                   |
| ---------------------------------------- | -------------------------- | ------------------------------------- | ----------- | --- |
| Les données manquantes sont à compléter. |                            |                                       |             | |
| 1790                                     | 1795                       | Pierre Cauchois                       |             | |
| 1795                                     | 1803                       | Nicolas Jumelin                       |             | |
| 1803                                     | 1805                       | Jacques Le Boullenger                 |             | |
| 1805                                     | 1806                       | François Roger                        |             | |
| 1806                                     | 1808                       | Pierre Cauchois                       |             | |
| 1808                                     | 1814                       | Arthur Delacroix                      |             | |
| 1814                                     | 1819                       | Jean-Baptiste Dugripon                |             | |
| 1819                                     | 1821                       | Jean-Jacques Chatel                   |             | |
| 1821                                     | 1831                       | Augustin d'Houppeville de Neuvillette |             | |
| 1831                                     | 1831                       | Bienvenu Pinel                        |             | |
| 1831                                     | 1842                       | Jean-Pierre Petit-Legentil            |             | |
| 1842                                     | 1848                       | Georges de Dessuslamare               |             | |
| 1848                                     | 1850                       | Jean-Baptiste Bertin                  |             | |
| 1850                                     | 1871                       | Narcisse Jullien                      |             | |
| 1871                                     | 1892                       | Jean-Martin Milmaque                  |             | |
| 1892                                     | 1894                       | Jules Bocquet                         |             | |
| 1894                                     | 1910 (décès)               | Émile Lecoeur                         |             | Conseiller d'arrondissement (1907 → 1910)                                                                 |
| 1910                                     | 1911                       | Victor Garnier                        |             | |
| 1911                                     | 1912                       | Napoléon Blondel                      |             | |
| Mai 1912                                 | 1913                       | Victor Garnier                        |             | |
| 1913                                     | 1917                       | Augustin Paradis                      |             | |
| 1917                                     | 1921                       | Raymond Saas                          |             | |
| 1921                                     | 1925                       | Charles de Meilliers                  |             | |
| 1925                                     | 1944                       | Gabriel David                         | Rad.        | Propriétaire Conseiller général de Boos (1938 → 1940)                                                     |
| 1944                                     | 1945                       | Paul Pesquet                          |             | |
| 1945                                     | octobre 1947               | Gabriel David                         |             | |
| octobre 1947                             | mars 1971                  | Maxime Magniaux (1904-1993)           | MRP puis CD | Docteur en médecine Conseiller général de Boos (1951 → 1982)                                              |
| mars 1971                                | mars 1989                  | Pierre Dailly                         |             | |
| mars 1989                                | 1998                       | Bernard Grassin-Delyle (1940-1999)    | UDF-CDS     | Notaire Conseiller général de Boos (1982 → 1999)                                                          |
| 1998                                     | mars 2008                  | Jean Harel                            | DVD         | Maire honoraire                                                                                           |
| mars 2008                                | mars 2014                  | Serge Cramoisan                       | PRV         | Directeur d'école, ancien adjoint au maire Conseiller général de Sotteville-lès-Rouen-Ouest (1992 → 1998) |
| mars 2014                                | juillet 2020               | Norbert Thory                         | DVD         | Directeur adjoint retraité                                                                                |
| juillet 2020,                            | En cours (au 10 août 2020) | Jean-Marc Vennin                      | SE          | Chef d'entreprise retraité                                                                                |

### Politique de développement durable
La commune s’est engagée dans une politique de développement durable en lançant une démarche d'Agenda 21.

## Population et société

### Démographie
L'évolution du nombre d'habitants est connue à travers les recensements de la population effectués dans la commune depuis 1793. Pour les communes de moins de 10 000 habitants, une enquête de recensement portant sur toute la population est réalisée tous les cinq ans, les populations de référence des années intermédiaires étant quant à elles estimées par interpolation ou extrapolation. Pour la commune, le premier recensement exhaustif entrant dans le cadre du nouveau dispositif a été réalisé en 2004.

En 2022, la commune comptait 7 998 habitants, en évolution de +0,25 % par rapport à 2016 (Seine-Maritime : +0,35 %, France hors Mayotte : +2,11 %).
| 1793  | 1800 | 1806 | 1821  | 1831  | 1861  | 1876  | 1881  | 1886  |
| ----- | ---- | ---- | ----- | ----- | ----- | ----- | ----- | ----- |
| 1 009 | 940  | 962  | 1 087 | 1 122 | 1 342 | 1 225 | 1 291 | 1 417 |

| 1891  | 1896  | 1901  | 1906  | 1911  | 1921  | 1926  | 1931  | 1936  |
| ----- | ----- | ----- | ----- | ----- | ----- | ----- | ----- | ----- |
| 1 406 | 1 482 | 1 503 | 1 529 | 1 482 | 1 540 | 1 540 | 1 619 | 1 701 |

| 1946  | 1954  | 1962  | 1968  | 1975  | 1982  | 1990  | 1999  | 2004  |
| ----- | ----- | ----- | ----- | ----- | ----- | ----- | ----- | ----- |
| 2 203 | 2 332 | 2 577 | 2 726 | 3 885 | 5 076 | 6 092 | 6 486 | 6 388 |

| 2006  | 2009  | 2014  | 2019  | 2022  | - | - | - | - |
| ----- | ----- | ----- | ----- | ----- | - | - | - | - |
| 6 623 | 6 853 | 7 917 | 7 886 | 7 998 | - | - | - | - |

### Enseignement
Les écoles maternelles[Quand ?] :
- École publique Jean-de-La Fontaine
- École privée Notre-Dame-de-Nazareth
- École privée La Providence

Les écoles primaires[Quand ?] :
- École publique Édouard-Herriot
- École privée Notre-Dame-de-Nazareth
- École privée La Providence

Les collèges[Quand ?] :
- Collège public Hector-Malot
- Collège privé La Providence

Les lycées[Quand ?] :
- Lycée public Galilée à Franqueville-Saint-Pierre
- Lycée privé La Providence
- Lycée technique privé La Châtaigneraie

### Manifestations culturelles et festivités
- Les Mardis culturels (reportage - débat)
- Les Vendredis musicaux
- Festival de théâtre
- Soirées contes
- Tournoi de scrabble (septembre)
- Salon des antiquités
- Thé dansant
- Fête de la musique
- Feu de la Saint-Jean
- Salon de l'artisanat
- Carnaval
- Forum des associations (septembre)
- Le Mesnil Roller (septembre)

### Sports et loisirs
Il existe un complexe sportif nommé stade Stanislas-Bilyk du nom d'un ancien président de l'ASME Football décédé au cours de ses fonctions. Ce stade accueille plusieurs terrains de football où joue l'USMEF, une salle de basket, quatre courts de tennis, plusieurs terrains de pétanque, une salle destinée à la pratique du tennis de table ainsi que deux salles de réunion.
Les associations sportives : A.C.S.B.D. (Association Culturelle et Sportive Bernard Denesle), B.C.M.E.F (Basket Club du Mesnil-Esnard Franqueville Saint-Pierre), M.E.P.E.L (Mesnil-Esnard Pétanque et Loisirs), R.C.P.E (Rugby Club du Plateau Est), T.C.M.E (Tennis Club du Mesnil-Esnard, M.E.T.T (Mesnil-Esnard Tennis de Table).
L'USMEF (Union Sportive Mesnil Esnard Franqueville) est le club de football résident, qui a fait suite à l'ASME Football, et issu d'une fusion entre les deux clubs de football du Mesnil-Esnard et de Franqueville-Saint-Pierre.

### Cultes
Le Mesnil-Esnard appartient à la paroisse catholique Saint-Paul du Mesnil – Plateau de Boos qui fait partie du doyenné Rouen-Nord de l'archidiocèse de Rouen.

## Culture locale et patrimoine

### Lieux et monuments
- Mairie du Mesnil-Esnard - place du Général-de-Gaulle, construite en 1937, sur la route de Paris, les architectes étant Pierre Lefebvre et fils.
La mairie a été inaugurée le 1er août 1937 par Édouard Herriot, alors président de la Chambre des députés, et est caractéristique du style Art déco avec ses lignes géométriques très marquées : le fronton triangulaire est décoré d'un relief de la même forme...
De chaque côté du corps central, des bâtiments en retrait ont servi d'écoles qui portaient le nom d'Édouard Herriot[26]
- L'église Notre-Dame, place Quibel : 
Édifiée au XIIe siècle, cet édifice a été totalement remanié aux XVIIIe et XIXe siècles[27]. Il ne reste de l'église primitive que les soubassements du chœur et de la nef. Le clocher roman à sa base, daterait du XVIe siècle ; il est octogonal, forme rare.
- Salle des fêtes - rue des Pérets
- Espace Léonard-de-Vinci - 1, rue Jehan-le-Povremoyne
- Espace de Loisirs - rue des Pérets
- Salle Bernard-Denesle - 6, rue Hector-Malot
- Stade Stanislas-Bilyk - route de Belbeuf
- Salle du SIVOM - 2, route de Paris
- Maison-Mère[28] de la congrégation des Sœurs de l’Enfant Jésus – Providence de Rouen, 6 rue Neuvillette.

### Personnalités liées à la commune
- Hector Malot (1830-1907), écrivain, y vécut de 1849 à 1853.
- Raymond Quibel (1883–1978), artiste peintre, y vécut.
- Georges Mirianon (1910-1986), artiste peintre, résida et est mort au Mesnil-Esnard où un square porte son nom.
- Jean Serge (1916-1998) y est né.
- Gaston Sébire (1920–2001), artiste peintre, y vécut à partir de 1957.